# Bill Murray

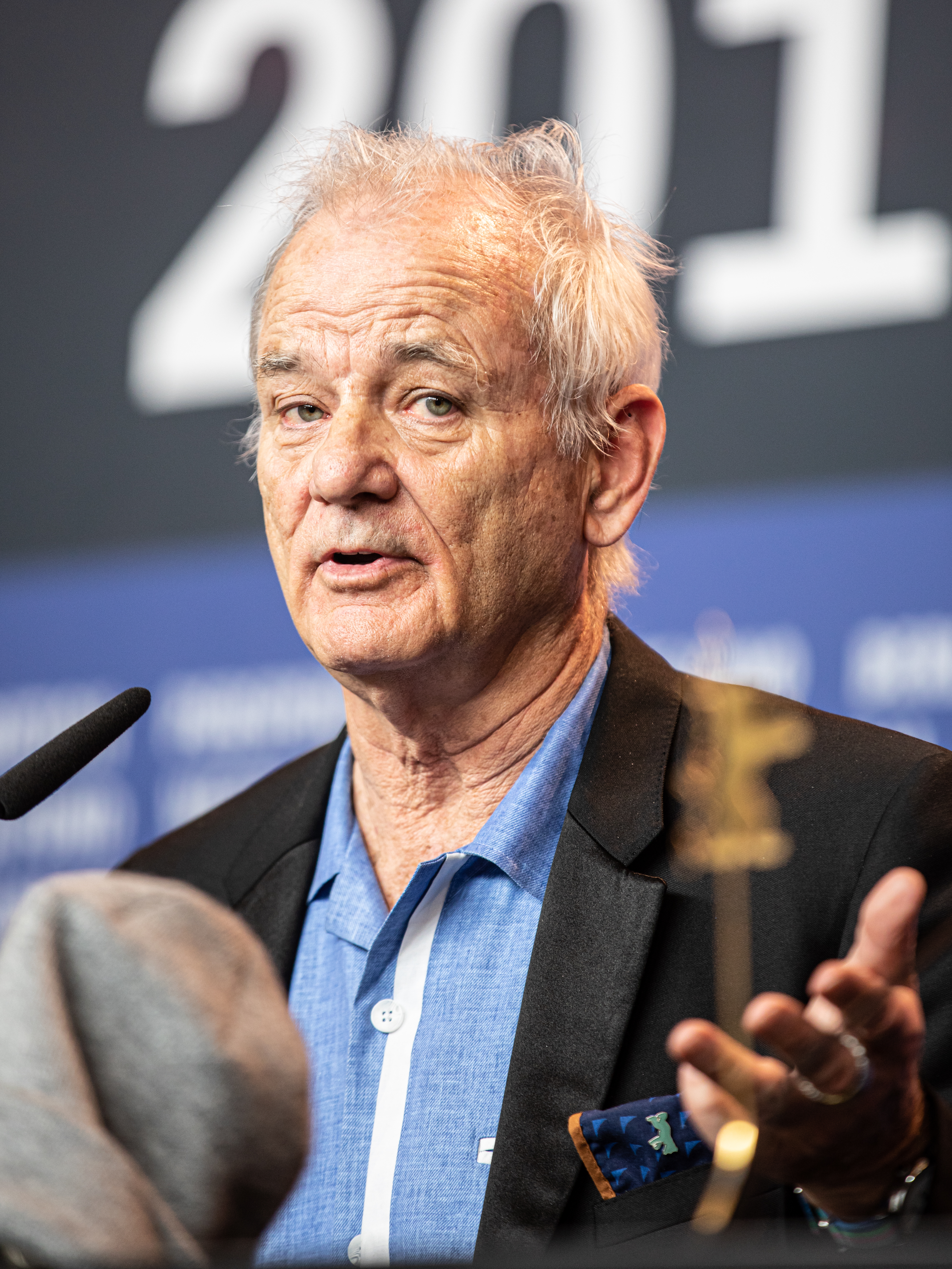
Bill Murray auf der Berlinale 2018

William James „Bill“ Murray (* 21. September 1950 in Wilmette, Illinois) ist ein US-amerikanischer Schauspieler, Komiker und Produzent. Er ist einem breiten Publikum durch eine Reihe erfolgreicher Filmkomödien in den 1980er Jahren bekannt geworden, wobei seine Arbeit mit dem Regisseur Ivan Reitman herausragt. Ab den 1990er Jahren erweiterte Murray sein Repertoire um tragikomische und ernsthafte Rollen, für die er auch von der Filmkritik zunehmend gewürdigt wurde.

## Leben
William „Bill“ Murray wurde in einem Vorort von Chicago als viertes von neun Kindern geboren und wuchs in einfachen Verhältnissen auf. Seine Eltern waren irischer Abstammung. Murray wurde römisch-katholisch erzogen. Schon früh begann er, gemeinsam mit seinem Bruder Brian als Golfcaddy zu arbeiten, um seine Ausbildung bezahlen zu können. Als Teenager spielte er in einer Rockband, und in der High School gehörte er einer Theatergruppe an. Während seiner Zeit am College verdiente er sein Geld als Dealer mit Marihuana. An seinem 20. Geburtstag wurde er deswegen verhaftet und bekam eine Bewährungsstrafe.
Murray begann an der römisch-katholischen Regis University in Denver, Colorado, Medizin zu studieren, brach das Studium jedoch bald ab und kehrte wieder nach Illinois zurück. Im Jahr 2007 verlieh ihm die Regis University die Ehrendoktorwürde.
Mit Miguel Ferrer und Bill Mumy bildete er die Band The Jenerators.
Bill Murray war zweimal verheiratet, von 1981 bis 1996 mit Margaret Kelly und von 1997 bis 2008 mit Jennifer Butler (* 11. Mai 1966; † 12. Januar 2021). Aus den beiden Ehen hat er sechs Söhne. Drei seiner Geschwister (John, Joel und Brian) sind ebenfalls Schauspieler.

## Wirken

### Saturday Night Live
Mitte der 1970er Jahre brach Murray sein Medizinstudium ab und schloss sich dem Improvisationstheater Second City an, wo er von dem Schauspiellehrer Del Close unterrichtet wurde. Murray gehörte zum Ensemble der zwischen 1975 und 1976 ausgestrahlten TV-Show Saturday Night Live with Howard Cosell. Ab 1977 war er als Nachfolger von Chevy Chase jahrelang fester Bestandteil des Autoren- und Darstellerteams der legendären TV-Sendung Saturday Night Live und erhielt seinen ersten Emmy.

### Schauspielerei
Im Jahr 1976 gab Murray sein Spielfilmdebüt in Paul Mazurskys Ein Haar in der Suppe in einer kleinen Nebenrolle, allerdings ohne Nennung im Abspann. 1979 begann die Zusammenarbeit mit Ivan Reitman mit der Hauptrolle in dessen Film Babyspeck und Fleischklößchen. Reitman war es auch, der Murray mit den Komödien Ich glaub’, mich knutscht ein Elch! und Ghostbusters – Die Geisterjäger zum Durchbruch verhalf. Weitere Erfolge konnte Murray mit Caddyshack, Tootsie und der Dickens-Adaption Die Geister, die ich rief  verbuchen. 1989 folgte mit Ghostbusters II ein weiterer Reitman-Film.
1993 spielte Murray in Und täglich grüßt das Murmeltier einen Reporter, der denselben Tag immer wieder von Neuem erlebt. Der Film gilt heute als Klassiker, markierte aber auch das Ende der Zusammenarbeit mit Freund, Regisseur und Drehbuchautor Harold Ramis, mit dem sich Murray erst Jahre später, kurz vor Ramis’ Tod, versöhnte. Nach einer kleinen Flaute ab Mitte der 1990er Jahre gelang ihm 1999 mit der gesellschaftskritischen Komödie Rushmore, seinem ersten Film mit Wes Anderson, ein Comeback. Seitdem gehört er zum festen Schauspielerensemble Andersons. Obwohl Murrays Rolle in Rushmore wieder eine komische war, bekam er insgesamt sieben Preise dafür, darunter den Preis der Los Angeles Film Critics Association.

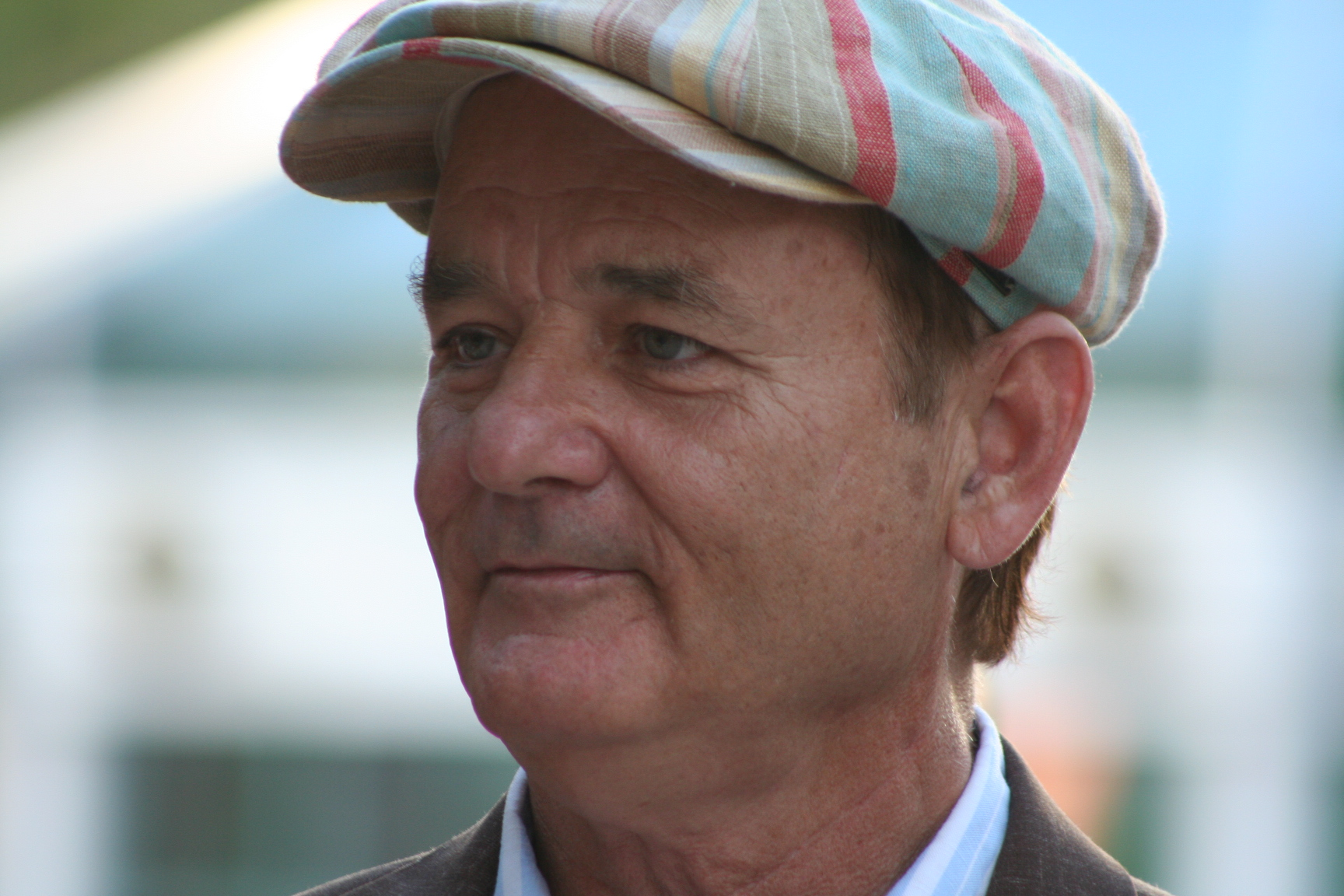
Bill Murray auf dem Toronto International Film Festival, 2009

Ebenfalls recht erfolgreich war seine zweite Zusammenarbeit mit Anderson, die Tragikomödie The Royal Tenenbaums im Jahr 2001. Ein Höhepunkt seiner Karriere war Lost in Translation (2003) von Sofia Coppola. Für diese Rolle erhielt er u. a. einen Golden Globe sowie eine Oscar-Nominierung. 2004 folgte mit dem kommerziellen Flop Die Tiefseetaucher ein weiterer Anderson-Film. Darauf folgte 2005 die ihm von Jim Jarmusch auf den Leib geschriebene Hauptrolle in dem Film Broken Flowers, in dem er sich als eingefleischter Junggeselle eher widerwillig quer durch die Vereinigten Staaten auf die Suche nach der Mutter seines angeblichen (19 Jahre alten) Sohnes begibt.
In der Zombie-Komödie Zombieland aus dem Jahr 2009, die in Teilen auch als eine Hommage an den Schauspieler interpretiert werden kann, verkörpert Murray sich selbst.

### Musik
Zusammen mit dem Cellisten Jan Vogler veröffentlichte Murray 2017 das Album New Worlds, in welchem er unter anderem klassische Musik aufarbeitet. Dazu führten sie weltweit eine Reihe von Vorstellungen auf.

### Regiearbeit
Mit dem Remake Ein verrückt genialer Coup lieferte Murray 1990 seine erste Regiearbeit ab, die nach eigenen Angaben auch seine letzte bleiben soll.

### Besonderheit
Bill Murray hat keinen Agenten; um mit ihm in Kontakt zu treten, muss man eine Nachricht auf einem Anrufbeantworter hinterlassen.
Bill Murray und seine Brüder entwerfen und vertreiben seit 2017 eine eigene Golfbekleidungskollektion namens „William Murray Golf“.

## Filmografie (Auswahl)
- 1975: Tarzoon – Schande des Dschungels (Tarzoon, la honte de la jungle, Stimme)
- 1976: Ein Haar in der Suppe (Next Stop, Greenwich Village)
- 1977–1980: Saturday Night Live (Comedy-Show, 73 Folgen)
- 1978: The Rutles – All you need is Cash (The Rutles: All You Need Is Cash, Fernsehfilm)
- 1979: Babyspeck und Fleischklößchen (Meatballs)
- 1979: Mr. Mike’s Mondo Video
- 1980: Blast – Wo die Büffel röhren (Where the Buffalo Roam)
- 1980: Wahnsinn ohne Handicap (Caddyshack)
- 1980: Loose Shoes
- 1981: Ich glaub’ mich knutscht ein Elch! (Stripes)
- 1981: Steve Martin’s Best Show Ever (Fernsehfilm)
- 1982: The Rodney Dangerfield Show: It’s Not Easy Bein’ Me (Fernsehfilm)
- 1982: SCTV Network 90 (Fernsehserie, eine Folge)
- 1982: Tootsie
- 1983: Square Pegs (Fernsehserie, eine Folge)
- 1984: Ghostbusters – Die Geisterjäger (Ghostbusters)
- 1984: Alles ist vergänglich (Nothing Lasts Forever)
- 1984: Auf Messers Schneide (The Razor’s Edge)
- 1986: Der kleine Horrorladen (Little Shop of Horrors)
- 1988: Die Geister, die ich rief … (Scrooged)
- 1989: Ghostbusters II
- 1990: Ein verrückt genialer Coup (Quick Change)
- 1991: Was ist mit Bob? (What About Bob?)
- 1993: Und täglich grüßt das Murmeltier (Groundhog Day)
- 1993: Sein Name ist Mad Dog (Mad Dog and Glory)
- 1994: Ed Wood
- 1996: Kingpin
- 1996: Die dicke Vera (Larger Than Life)
- 1996: Space Jam
- 1997: Agent Null Null Nix (The Man Who Knew Too Little)
- 1998: Wild Things
- 1998: Coole Typen – Freunde wie diese (With Friends Like These…)
- 1998: Rushmore
- 1999: Das schwankende Schiff (Cradle Will Rock)
- 1999: Scout’s Honor (Kurzfilm)
- 2000: Hamlet
- 2000: 3 Engel für Charlie (Charlie’s Angels)
- 2001: Speaking of Sex
- 2001: Osmosis Jones
- 2001: Die Royal Tenenbaums (The Royal Tenenbaums)
- 2003: Lost in Translation
- 2003: Coffee and Cigarettes
- 2004: Die Tiefseetaucher (The Life Aquatic with Steve Zissou)
- 2004: Garfield – Der Film (Garfield: The Movie, Stimme)
- 2005: Broken Flowers
- 2005: The Lost City
- 2006: Garfield 2 (Garfield: A Tail of Two Kitties, Stimme)
- 2007: Darjeeling Limited
- 2008: Get Smart
- 2008: FCU: Fact Checkers Unit (Kurzfilm)
- 2008: City of Ember – Flucht aus der Dunkelheit (City of Ember)
- 2009: The Limits of Control
- 2009: Zombieland
- 2009: Am Ende des Weges – Eine wahre Lügengeschichte (Get Low)
- 2009: Der fantastische Mr. Fox (Fantastic Mr. Fox, Stimme)
- 2010: Passion Play
- 2012: Moonrise Kingdom
- 2012: Hyde Park am Hudson (Hyde Park on Hudson)
- 2012: Charlies Welt – Wirklich nichts ist wirklich (A Glimpse Inside the Mind of Charles Swan III)
- 2013: Alpha House (Serie)
- 2014: Monuments Men – Ungewöhnliche Helden (The Monuments Men)
- 2014: Grand Budapest Hotel (The Grand Budapest Hotel)
- 2014: St. Vincent
- 2014: Dumm und Dümmehr (Dumb and Dumber To)
- 2015: Aloha – Die Chance auf Glück (Aloha)
- 2015: A Very Murray Christmas
- 2015: Rock the Kasbah
- 2016: Angie Tribeca (Fernsehserie, Episode Unter Fegern)
- 2016: The Jungle Book (Stimme von Balu)
- 2016: Ghostbusters (Ghostbusters: Answer the Call)
- 2018: Isle of Dogs – Ataris Reise (Isle of Dogs, Stimme von Boss)
- 2019: The Dead Don’t Die
- 2019: Zombieland: Doppelt hält besser (Zombieland: Double Tap)
- 2020: On the Rocks
- 2021: The French Dispatch
- 2021: Ghostbusters: Legacy (Ghostbusters: Afterlife)
- 2022: The Greatest Beer Run Ever
- 2023: Ant-Man and the Wasp: Quantumania
- 2024: Ghostbusters: Frozen Empire
- 2024: Loyal Friend (The Friend)
- 2024: Riff Raff – Verbrechen ist Familiensache (Riff Raff)
- 2025: Der phönizische Meisterstreich (The Phoenician Scheme)

## Auszeichnungen

### Oscar
- 2004: Nominierung als Bester Hauptdarsteller für Lost in Translation

### Golden Globe
- 1985: Nominierung als Bester Hauptdarsteller  – Komödie/Musical für Ghostbusters – Die Geisterjäger
- 1999: Nominierung als Bester Nebendarsteller für Rushmore
- 2004: Bester Hauptdarsteller – Komödie/Musical für Lost in Translation
- 2013: Nominierung als Bester Hauptdarsteller  – Komödie/Musical für Hyde Park am Hudson
- 2015: Nominierung als Bester Hauptdarsteller  – Komödie/Musical für St. Vincent
- 2015: Nominierung als Bester Nebendarsteller – Serie, Mini-Serie oder TV-Film für Olive Kitteridge
- 2021: Nominierung als Bester Nebendarsteller für On the Rocks

### British Academy Film Award
- 2004: Bester Hauptdarsteller für Lost in Translation

### Screen Actors Guild
- 2004: Nominierung als Bester Hauptdarsteller für Lost in Translation
- 2015: Nominierung für das Beste Schauspielensemble in einem Film (gemeinsam mit dem Cast) für Grand Budapest Hotel
- 2016: Nominierung als Bester Darsteller in einer Miniserie oder einem Fernsehfilm für A Very Murray Christmas

### Emmy
- 2015: Bester Nebendarsteller in einer Miniserie oder Fernsehfilm für Olive Kitteridge
- 2016: Nominierung für den Besten Fernsehfilm (als Produzent) für A Very Murray Christmas

### Critics’ Choice Movie Awards 2021|Critics’ Choice Movie Awards
- 2004: Nominierung als Bester Hauptdarsteller für Lost in Translation
- 2005: Nominierung für das Beste Schauspielensemble in einem Film (gemeinsam mit dem Cast) für Die Tiefseetaucher
- 2015: Nominierung als Bester Hauptdarsteller in einer Komödie für St. Vincent
- 2021: Nominierung als Bester Nebendarsteller für On the Rocks

### Critics’ Choice Television Awards 2015|Critics’ Choice Television Awards
- 2015: Bester Nebendarsteller in einem Fernsehfilm oder einer Miniserie für Olive Kitteridge

### Goldene Himbeere
- 2024: Nominierung als Schlechtester Nebendarsteller für Ant-Man and the Wasp: Quantumania

### Satellite Award
- 1998: Bester Nebendarsteller (Komödie/Musical) für Rushmore
- 1999: Nominierung als Bester Nebendarsteller (Komödie/Musical) für Das schwankende Schiff
- 2003: Bester Hauptdarsteller (Komödie/Musical) für Lost in Translation
- 2004: Nominierung als Bester Hauptdarsteller (Komödie/Musical) für Die Tiefseetaucher
- 2005: Nominierung als Bester Hauptdarsteller (Komödie/Musical) für Broken Flowers
- 2010: Nominierung als Bester Nebendarsteller für Am Ende des Weges – Eine wahre Lügengeschichte
- 2020: Nominierung als Bester Nebendarsteller für On the Rocks

### Saturn Award
- 1990: Nominierung als Bester Hauptdarsteller für Die Geister, die ich rief …
- 1994: Nominierung als Bester Hauptdarsteller für Und täglich grüßt das Murmeltier

### Scream Award
- 2010: Bestes Schauspielensemble für Zombieland
- 2010: Bester Cameo Auftritt für Zombieland

### MTV Movie Award
- 1992: Nominierung als Bester Filmkomiker für Was ist mit Bob?
- 1993: Nominierung als Bester Filmkomiker für Und täglich grüßt das Murmeltier
- 2004: Nominierung als Bester Schauspieler für Lost in Translation
- 2010: Nominierung als Bester WTF Moment für Zombieland

### Ehrenpreis
- 2016: Mark Twain Preis – für Humor

## Synchronstimme
In den Anfangsjahren seiner Karriere hatte Murray keinen festen Synchronsprecher, so wurde er zwischen 1978 und 1988 von unterschiedlichen Synchronsprechern gesprochen. Bill Murrays bekannteste deutsche Synchronstimme war von 1989 bis 2015 Arne Elsholtz. Er sprach Murray bereits davor zweimal in den Jahren 1980 und 1984. Für die neue Synchronfassung von Ich glaub mich knutscht ein Elch lieh ihm Elsholtz im Jahr 2005 ebenfalls die Stimme. In der originalen deutschen Kinofassung von 1981 war noch Sigmar Solbach zu hören. Elsholtz verstarb im April 2016.
Von 2019 bis zu seinem Tod im Jahr 2023 etablierte sich Bodo Wolf als Bill Murrays neuer Synchronsprecher. In den beiden Fortsetzungen Ghostbusters: Legacy (2021) und Ghostbusters: Frozen Empire (2024) übernahm hingegen Thomas Nero Wolff die Vertonung, da dessen Stimme der von Elsholtz ähnelte.